# Picioru Lupului
Picioru Lupului – wieś w Rumunii, w okręgu Jassy, w gminie Ciurea. W 2011 roku liczyła 556 mieszkańców.